# Русько-Власовський
Русько-Власовський — хутір у Морозовському районі Ростовської області.
Входить до складу Костіно-Бистрянського сільського поселення.

## Географія
На хуторі є одна вулиця Лісова.

### Відомі люди
На хуторі народився Котельников Михайло Федорович — Герой Радянського Союзу.